# Михаел Крон-Дели
Михаел Крон-Дели (на датски Michael Krohn-Dehli, роден на 6 юни 1983 г. в Копенхаген) е датски футболист, играещ като крило или нападател. Състезава се за испанския клуб Селта Виго и датския национален отбор.

## Клубна кариера
Той започва да играе футбол в Росенхой БК в Дания, след което се състезава за датските клубове Хвидовре ИФ и Брьонбю ИФ. Между 2002 и 2004 Крон-Дели играе в юношеските формации на Аякс. През 2004 треньорът Роналд Куман му позволява да напусне и той отива в РКК Валвейк. Там той прави дебюта си като професионален футболист на 15 август 2004. Две години по-късно се връща в Аякс под свободен трансфер. Там обаче записва само три мача и през зимната пауза е преотстъпен на Спарта Ротердам под наем.
През 2008 Крон-Дели преминава в датския клуб Брьонбю ИФ. На 21 август 2012 преминава в Селта Виго

## Национален отбор
Крон-Дели дебютира за националния отбор на Дания на 11 октомври 2006 в квалификация за Евро 2008 срещу Лихтенщайн.
Той отбелязва единствения гол за победата на Дания над Холандия с 1 – 0 на Евро 2012. Също така се разписва в последния мач от групата срещу Германия.